# Abraham Baldwin
Abraham Baldwin (Guilford, 1754. november 23. – Washington, 1807. március 4.) politikus a Georgiai Egyetem alapítója, az amerikai alkotmány egyik aláírója, Georgia kongresszusi képviselője, az USA szenátora Georgia állam képviseletében 1799 és 1807 között.

## Élete
Baldwin a connecticuti Guilfordban született. Tizenöt éves korában a család New Havenbe költözött. Itt járt egyetemre is, a Yale College-ba (mai nevén Yale University). Az egyetem elvégzése után teológiát tanult, és 1775-ben lelkésszé avatták. 1777-től 1783-ig tábori lelkészként szolgált az amerikai függetlenségi háborúban (a felkelők oldalán). A háború alatt jogot tanult, és 1783-ban ügyvédi vizsgát tett és jogi pályára lépett.
1784-ben Georgiába költözött, ahol a következő évben az állami törvényhozás tagja lett. Az ő tervei alapján létesült a Georgiai Egyetem, amelynek  1786-tól 1801-ig elnöke (rektora) volt.

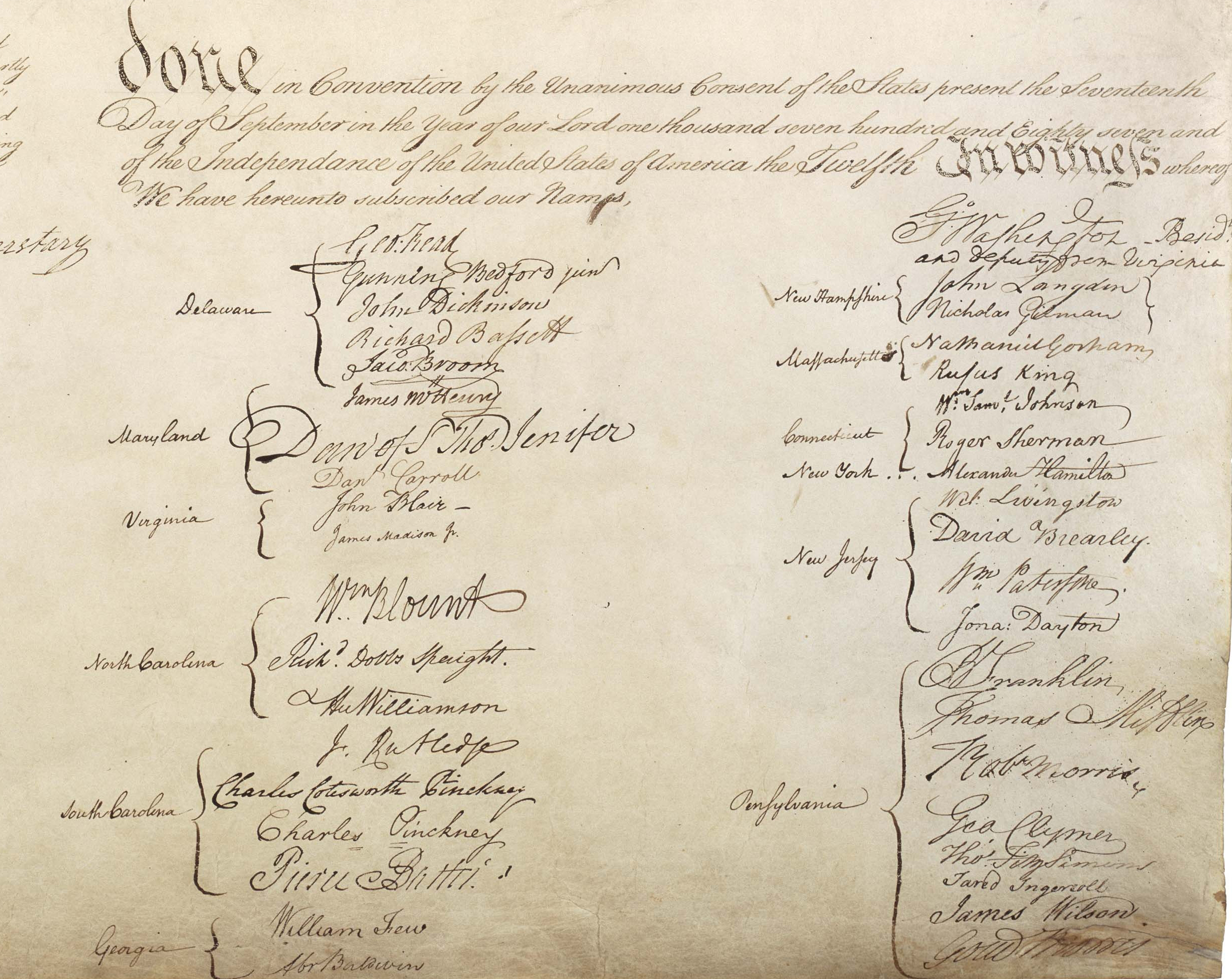
Az amerikai alkotmány eredeti példánya, a bal alsó sarokban Baldwin aláírásával.

1785-ben a Kontinentális Kongresszus tagja lett, és részt vett a philadelphiai alkotmányozó nemzetgyűlésen is. Egyike az Alkotmány eredeti aláíróinak.
Amikor az alkotmányt ratifikálták és megalakult az Amerikai Egyesült Államok Kongresszusa, Baldwin 1789-től 1799-ig a képviselőházban, 1799-től 1807-ben bekövetkezett haláláig pedig a szenátusban szolgált.

## Halála és emlékezete
Baldwin 1807. március 4-én, 52 éves korában hunyt el. Még abban a hónapban a Savannah Republican és a Savannah Evening Ledger újranyomtatott egy gyászjelentést, amelyet először egy washingtoni újságban tettek közzé: "Az ő ötlete volt a Georgiai Egyetem, ő készítette el az alapító okiratot, és végtelen munkával és türelemmel, mindenféle előítéletet legyőzve és minden akadályt elhárítva, ő győzte meg a közgyűlést, hogy fogadja azt el." Földi maradványait a washingtoni Rock Creek temetőben temették el.
Az Egyesült Államok postaszolgálata 7 centes „Nagy Amerikaiak” sorozatú bélyeget készített a tiszteletére.
Baldwinról helyeket és intézményeket neveztek el, többek között:
- Baldwin megye Alabamában és Georgiában.[6]
- Abraham Baldwin Mezőgazdasági Főiskola a georgiai Tiftonban;
- Abraham Baldwin Middle School a Connecticut állambeli Guilfordban;
- Baldwin utcák a wisconsini Madisonban[7] és a georgiai Athensben;
- A University of Georgia az alapító atya tiszteletére Baldwin-szobrot állított a történelmi North Campus quadon.[8]

## Fordítás
Halála és emlékezete: Ez a szakasz részben vagy egészben az Abraham Baldwin című angol Wikipédia-szócikk Death and legacy című fejezete ezen változatának fordításán alapul.  Az eredeti cikk szerkesztőit annak laptörténete sorolja fel. Ez a jelzés csupán a megfogalmazás eredetét és a szerzői jogokat jelzi, nem szolgál a cikkben szereplő információk forrásmegjelöléseként.